# Neolophonotus irwini
Neolophonotus irwini là một loài ruồi trong họ Asilidae. Neolophonotus irwini được Londt miêu tả năm 1986. Loài này phân bố ở vùng nhiệt đới châu Phi.